# ジルベルテラ
ジルベルテラ Gilbertella はケカビ目のカビの1つ。コウガイケカビの大型の胞子嚢にそっくりの胞子嚢と胞子嚢胞子を形成し、接合胞子形成はケカビと同じ方である。1種のみが知られ、貯蔵果実の腐敗の原因になる。

## 特徴
本属は単一の種 Gilbertella persicaria のみで知られる。以下、この種に基づいて記す。

### 栄養体
よく発達した菌糸体を形成し、その成長は早い。V8ジュース寒天培地による室温での培養では3日でシャーレを満たす。この時点で菌体の背丈は3-8mmになり、色は白であるが、後にその表面、特に周辺部が黒い胞子嚢で覆われる。基質上の菌糸からは胞子嚢柄や厚膜胞子が形成される。

### 無性生殖器官
胞子嚢柄は径19-33μm、基質面から直接に出て直立し、先端は未熟時には俯き、成熟時には上を向く。通常は枝分かれしないが、希に分枝を出し、いずれにせよ先端に胞子嚢をつける。胞子嚢はほぼ球形で径45-170μm、幼時には黄褐色から褐色で、成熟すると暗褐色から黒になり、多くの胞子を含む。胞子嚢の壁は上部で表面にはガラス質に見える小さな棘がある。これは酸化カルシウムを含んでいる。この壁は成熟すると縦方向にほぼ真っ二つに割れ、それによって胞子を放出する。胞子は粘液に包まれて出てくる。胞子嚢の中央にある柱軸は長めの洋なし型、長めの卵形、長めの円錐形から円柱状でもっとも幅広いところで36-81μm、表面は滑らかで基部には多少とも襟がある。胞子嚢胞子は球形から楕円形など、多少不規則な形をとり、大きさは7.6-11.4×6.4-8.9μm。胞子嚢胞子の表面にはかすかな縞模様があるとの報告もあるが、ほぼ滑らか。胞子の両端には2-3本、最大7本の透明な毛状の付属物があり、その長さは24μmに達する。
菌糸のあちこちに厚膜胞子を作る。厚膜胞子は球形や卵形などやや不規則な形をしており、淡褐色で表面は滑らか、大きさは11-32μm、あるいは15-29×10-16μm。菌糸に介在するように作られ、単独に生じるが、時に2個、あるいはそれ以上が連なって形成される。

### 有性生殖器
自家不和合性であり、好適な株同士が接触したときのみ接合胞子嚢を形成する。接合胞子嚢は球形か、配偶子嚢柄に押しつぶされたような形をしており、表面の突起を含めてその直径は37-94μmほど。その壁は褐色で波状か不規則な形の突起に覆われ、その高さは9μmほど。内部に多少とも球形の顆粒を含むか、それと共により小さな顆粒を複数含むこともある。配偶子嚢柄はほぼ同大で両側から向き合って接合胞子嚢を支える。

## 分布、生育など
本種は最初に貯蔵した桃の果実を腐らせる原因菌として発見された。その後はアジアの広い地域で発見され、後に南北アメリカからも発見され、ほぼ汎世界的な分布域を持つと考えられる。果実としては桃の他、リンゴ、トマトなど様々な果実からも発見され、それ以外に糞や土壌などからの発見例もある。

## 分類
この菌は最初にモモ Prinus persica の果実から発見され、当時はコウガイケカビ属に含まれるとの判断で Choanephora percicaria Eddy 1925 として記載された。コウガイケカビ属のものは主として植物を栄養源とし、大型の胞子嚢は2つに割れて胞子嚢胞子を放出し、胞子嚢胞子は往々に縦線を持ち、また両端に毛状の付属物を持つ。他方でこの属のものは頂嚢上に単胞子の小胞子嚢をつける小胞子嚢柄も形成するが、これは作らない種もあり、また作る種でも条件によって形成しない例もある。これらの点で本種がこの属に含まれるとの判断は当然のものであった。他方、有性生殖に関してはコウガイケカビ属のものは菌糸が互いに接触した点から配偶子嚢を生じ、それらは互いに平行に伸びた後に向き合い、そこで接合して接合胞子嚢を形成する。そのために見かけでは釘抜きの先端に接合胞子嚢を挟んだような形となる。これは平行する菌糸から向かい合いように突き出した配偶子嚢が正面から向き合って接合胞子嚢を作るケカビ属などのものとは大きく外見が異なる。またケカビ属では接合胞子嚢の表面に突起が並んでいるのに対して、コウガイケカビ属のそれは表面が滑らかになっている。この菌は最初の発見の後長く記録がなかったが、Hesseltineはこれを再発見し、同時にその接合胞子嚢を確認し、それがコウガイケカビ属のそれでなく、ほぼケカビ属のそれと同様のものであることを報告した。彼がそれに基づいてこの種を新属と判断し、現在の属名を記載したのが1960年であった。それでも本属はコウガイケカビ科に所属させる扱いが続いたがBennyは本種がその有性生殖器官においてケカビ属の型であり、他方で他のコウガイケカビ科の属(Blakeslea、Poitrasia)もコウガイケカビと同じ型であること、さらにコウガイケカビ科のものは冷凍保存で死亡し、また継代培養で胞子形成能力がすぐに衰えるなどの特徴を持つのに対して、本種がそれらを持たないことなどをあげ、独立の科 Gilbertellaceae とすることを提起した。
ところが分子系統が菌類の分類に利用されるようになると、ケカビ目に従来行われていたこのような無性生殖器官や有性生殖器官の特徴による分類が系統を反映していないとする判断が出てきた。そのために多くの科が解体、組み替えを余儀なくされている中、コウガイケカビ科は単系統であることが認められ、そのまま維持されているが、この中に本属も位置づけられることが判明した。Hoffmann et al.(2013)ではコウガイケカビ科に本属を含め、有性生殖の違いから亜科 Gilbertelloidea に位置づけられている。本属をコウガイケカビ科から独立させたのは、20世紀末頃にこの類の分類にできるだけ系統を反映させようとの努力であったはずであり、しかしそれがほとんど効果を上げていなかったわけで、それが明らかになった当初、この分野の研究者の困惑は深いものであったようだ。
なお、本属には他の種も記載されたことはあるが、Benny(1991)は認めていない。Benny(2006)も本属には1種のみとの判断を示している。

## 利害
本種は果実の貯蔵腐敗病(storage-rot)の重要な要因とされる。モモやリンゴ、トマト、アンズなどの被害が知られている。トマトの場合、最初は小さな灰色の斑点を生じ、それは急速に広がって4-5日で果実全体が腐ってしまい、皮が破れると腐敗した汁があふれる。さらには養殖のウシエビ（ブラックタイガー Penaeus monodon）に感染した例も報告されている。